# Артем Аванесян
Артем Аванесян (вірм. Արտյոմ Ավանեսյան, нар. 17 липня 1999, Балашиха) — російський та вірменський футболіст, нападник клубу «Ноах» та національної збірної Вірменії.
Виступав також за клуби «Пюнік» та «Арарат-Вірменія».
Триразовий чемпіон Вірменії. Володар Суперкубка Вірменії. Дворазовий володар Кубка Вірменії.

## Клубна кар'єра
Народився 17 липня 1999 року в місті Балашиха.
У дорослому футболі дебютував 2017 року виступами за команду «Арарат» (Москва), в якій провів один сезон, взявши участь у 8 матчах чемпіонату. 
Протягом 2018—2020 років захищав кольори клубу «Арарат-Вірменія».
Своєю грою за останню команду привернув увагу представників тренерського штабу клубу «Пюнік», до складу якого приєднався на умовах оренди 2020 року. Відіграв за єреванську команду наступний сезон своєї ігрової кар'єри. Більшість часу, проведеного у складі «Пюніка», був основним гравцем атакувальної ланки команди.
У 2021 році повернувся до клубу «Арарат-Вірменія». Цього разу провів у складі його команди три сезони. Граючи у складі «Арарат-Вірменія» також здебільшого виходив на поле в основному складі команди.
До складу клубу «Ноах» приєднався 2024 року. Станом на 14 травня 2025 року відіграв за єреванську команду 15 матчів в національному чемпіонаті.

## Виступи за збірну
У 2021 році дебютував в офіційних матчах у складі національної збірної Вірменії.

## Титули і досягнення
- Чемпіон Вірменії (3):

«Арарат-Вірменія»: 2018-2019, 2019-2020
«Ноах»: 2024-2025
- Володар Суперкубка Вірменії (1):

«Арарат-Вірменія»: 2019
- Володар Кубка Вірменії (2):

«Арарат-Вірменія»: 2023-2024
«Ноах»: 2024-2025